# Рапоне
Рапо̀не (на италиански: Rapone) е село и община в Южна Италия, провинция Потенца, регион Базиликата. Разположено е на 838 m надморска височина. Населението на общината е 1000 души (към 2012 г.).